# لامبورو
لامبورو هي بلدية في مقاطعة فرشيلي التابعة لإقليم بييمونتي الإيطالي، تقع على بعد حوالي 35 كيلومتر (22 ميل) إلى الشمال الشرقي من مدينة تورينو وحوالي 25 كيلومتر (16 ميل) إلى الجنوب الغربي من فرشيلي. في 31 كانون الأول / ديسمبر 2004 كان عدد سكانها 515 نسمة، وتبلغ مساحتها 9.8 كيلومتر مربع (3.8 ميل2).
تقع لامبورو على حدود البلديات التالية: كريسنتينو، ليفورنو فيراري، سالوجيا.